# Yandex
Yandex（俄语：Яндекс，NASDAQ：YNDX）是一家俄罗斯互联网企业，旗下的搜索引擎曾在俄国内拥有逾60%的市场占有率，同时也提供其他互联网产品和服务。数据显示，Yandex是目前世界第五大搜索引擎：在2012年4月，平均每日的搜索量超过1.5亿次；5月份，每日访客（包括搜索以外的业务）超过2550万。公司的企业使命是为有着任何（明确的或含蓄的）问题的用户提供答案。
Yandex的主页Ya.ru是俄罗斯访问量最高的网址，同时也在白俄罗斯、哈萨克斯坦、乌克兰和土耳其运营，而且吸引着超过5600万其他国家的用户使用。

## 历史

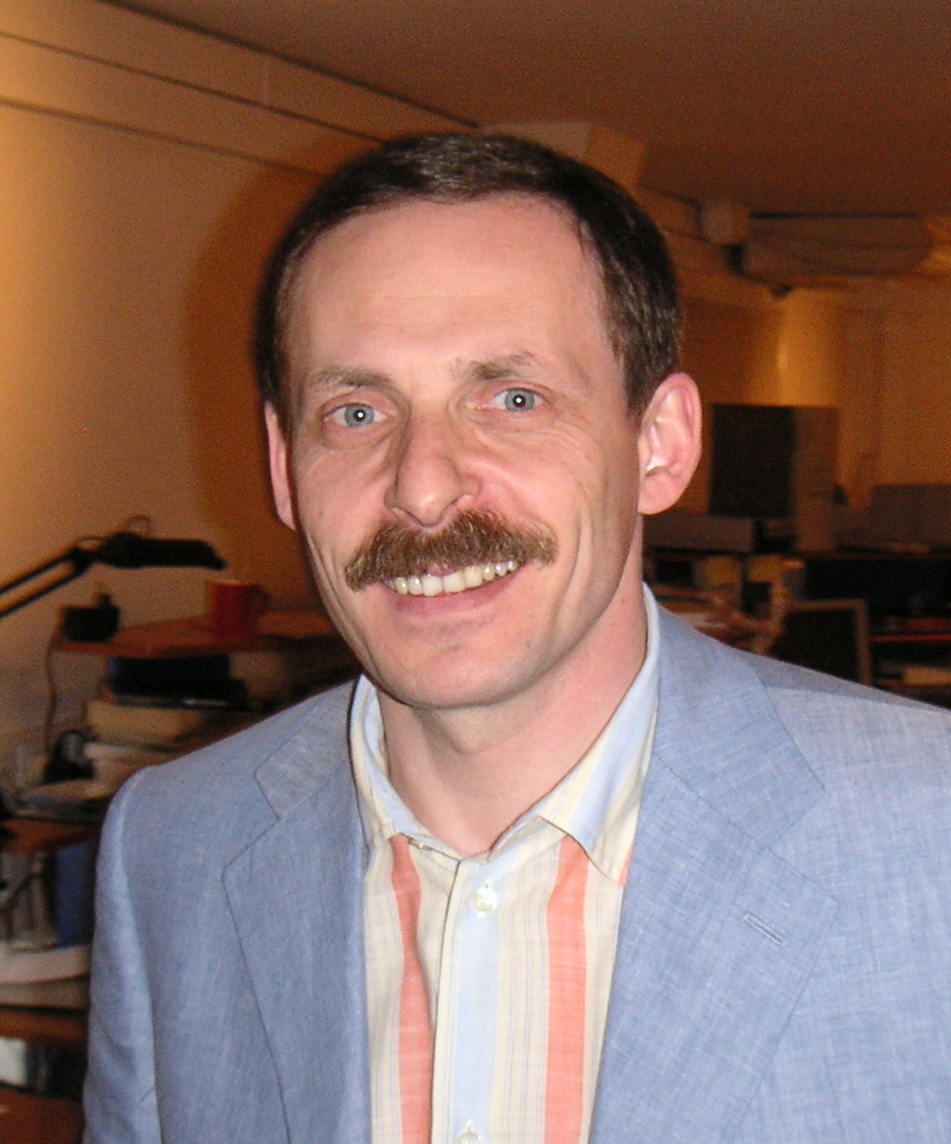
Yandex的共同创始人与首席执行官，阿尔卡季·沃洛日。

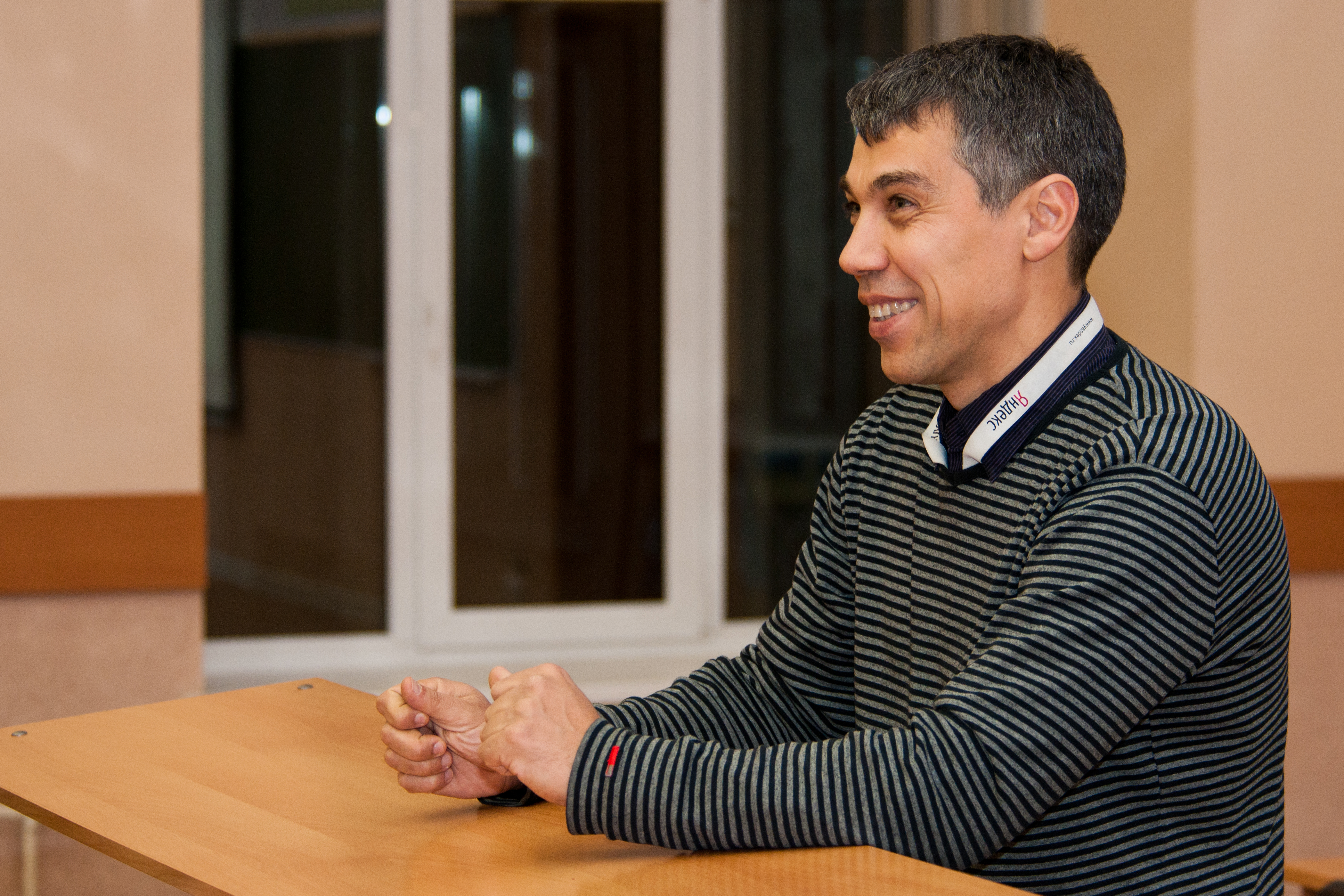
伊亚·塞加洛维奇，任Yandex首席技术官。

关于Yandex的前身可以追溯到1990年阿尔卡季·沃洛日和阿尔卡季·博尔科夫斯基（Arkady Borkovsky）创建了阿尔卡季公司，专门开发微软DOS用于对专利和产品分类。他们的软件产品可以支持俄语的语法进行全文搜索。三年后，阿尔卡季公司被收购，但依旧在从事搜索技术的开发，并发布了可在圣经和俄文著作中进行搜索的软件。
1993年，阿尔卡季·沃洛日同老同学伊亚·塞加洛维奇一起开发了一款新的搜索引擎，决定用“Yandex”来命名。1997年9月23日，域名为yandex.ru的搜索引擎上线，并在莫斯科softool展览上公开亮相。2000年，沃洛日成立了独立的Yandex公司。公司的收入主要来自于在线广告业务。1998年，Yandex推出搜索引擎的文本关联广告；2001年又推出Yandex.Direct关键词广告。
2005年9月，Yandex公司在乌克兰开设了办公室并设立了一个乌克兰门户网站。2007年5月，公司在基辅开设了研发中心，又在乌克兰推出本土化的搜索引擎。为了拓展在乌克兰的业务，一年后Yandex公司多次提升乌与莫斯科数据中心之间的带宽。
2011年5月，Yandex于美国纳斯达克进行首次公开募股，市值上涨至130亿美元。这也成为了2004年Google公司上市以来网络公司最大的一次融资活动。
同年9月，Yandex公司在伊斯坦布尔开设办公室并推出针对土耳其市场的搜索引擎和其他一系列互联网服务。
2013年10月，Yandex公司收购了俄罗斯最大的电影搜索引擎KinoPoisk。。
2014年3月，Yandex收购了以色列地理定位初创公司KitLocate，并在以色列开设了研发办公室。同年6月，Yandex以1.75亿美元收购了汽车在线市场和分类广告网站Auto.ru。
2015年12月，Yandex收购了開發Outpost Firewall防火牆軟體的互联网安全公司Agnitum。
2017年11月24日，Uber和Yandex同意合併他们在俄罗斯的打车業務。Uber將對合資公司投入2.25億美元，占股36.6%，Yandex將投資1億美元，占股59.3%，而餘下4.1%由員工持有。
2017年12月，Yandex收购了外卖公司 Foodfox。
2018年2月7日，优步和Yandex NV合并了他们在俄罗斯、哈萨克斯坦、阿塞拜疆、亚美尼亚、白俄罗斯和格鲁吉亚的业务。优步投资了2.25亿美元并拥有该合资企业 36.6% 的股份，而Yandex投资了1亿美元并拥有59.3%的股份。
2020年4月20日，由于俄罗斯发生COVID-19大流行，Yandex宣布将向莫斯科及其周边地区的所有居民免费提供家庭冠状病毒检测服务，并将在未来向其他地区提供。此前，它宣布于4月16日推出该服务。

## 现状
根据用户数量统计，Yandex搜索是现时最大的俄语搜索引擎，索引了超过100亿个网页，市占率超逾64%。Yandex搜索在俄罗斯国内的主要竞争对手包括Google、Mail.ru和Rambler等。尽管Google、雅虎等搜索巨头都有俄文界面，提供俄语搜索，依旧未能撼动其在俄罗斯的市场地位，Google在俄罗斯的市场份额为21.9%。Yandex也由此与百度、NAVER一同跻身非英语国家的主流搜索引擎行列。